# Báder Márton
Báder Márton (Budapest, 1980. szeptember 23. –) 4-szeres magyar bajnok, 98-szoros magyar válogatott kosárlabdázó.
A 210 cm magas, 117 kg testsúlyú játékos a Honvédban tűnt fel 1998-ban, s kétéves fővárosi szereplés után, visszautasítva az amerikai Irvine egyetem ajánlatát, szerződött Székesfehérvárra. Ezután a szlovén Krka Telekom Novo Mesto csapatához igazolt, ahol a horvát válogatott Mate Skelin mögött a csapat második legmagasabb kosarasa volt. A spanyol Manresában és a horvát Cibona Zagrebben is megfordult játékos a 2008/2009-es szezonban a Himik Juzsnyij meggyengült anyagi helyzete miatt távozott a klubtól és a KK Hemofarm csapatánál kötött ki. 2010 februárjától a Szolnoki Olaj KK játékosa 2015-ös visszavonulásáig.
2007-től kezdve folyamatosan porckorongsérvvel küzdött.

## Európai kupákon való részvétel

### Euroliga
- 2003/2004 Krka Novo Mesto (13 mérkőzés, átlag 9,2 pont 7,6 lepattanó)
- 2004/2005 Cibona Zagreb (18 mérkőzés, átlag 8,4 pont 4,5 lepattanó)
- 2006/2007 Cibona Zagreb (13 mérkőzés, átlag 4,5 pont 5,6 lepattanó)

### Eurocup
- 2008/2009 Hemofarm Stada (8 mérkőzés, átlag 6,3 pont és 4,3 lepattanó)
- 2014/2015 Szolnoki Olaj KK

### ULEB-kupa
- 2002/2003 Krka Novo Mesto (18 mérkőzés átlag 5,9 pont 3,1 lepattanó)
- 2007/2008 Panellinios (7 mérkőzés, átlag 4,7 pont 3,4 lepattanó)

### EuroChallenge
- 2008/2009 Khmik OPZ Yuzny (5 mérkőzés, átlag 8 pont 5,6 lepattanó)
- 2010/2011 Szolnoki Olaj KK (8 mérkőzés, átlag 15,8 pont 8,5 lepattanó)
- 2011/2012 Szolnoki Olaj KK
- 2012/2013 Szolnoki Olaj KK
- 2013/2014 Szolnoki Olaj KK

### Korać-kupa
- 2000/2001 Albacomp-UPC (2 mérkőzés, átlag 3,5 pont és 4,5 lepattanó)

### Adria-liga
- 2002/2003 Krka Novo Mesto (12 mérkőzés, átlag 5,4 pont és 3,8 lepattanó)
- 2003/2004 Krka Novo Mesto (26 mérkőzés, átlag 11,7 pont és 6,1 lepattanó)
- 2004/2005 Cibona Zagreb (27 mérkőzés, átlag 7,4 pont 4,4 lepattanó)
- 2006/2007 Cibona Zagreb (26 mérkőzés, átlag 5,7 pont 4,2 lepattanó)
- 2008/2009 Hemofarm Stada (7 mérkőzés, átlag 7 pont és 3,4 lepattanó)
- 2013/2014 Szolnoki Olaj KK
- 2014/2015 Szolnoki Olaj KK

## Sikerei
- 2002/2003 Szlovén bajnok a KrKa Novo Mesto csapatával
- 2004-ben a szlovén all-star játékon szerepelt
- 2006/2007 Horvát bajnok a Cibona Zagreb csapatával
- 2008/2009 Szerb bajnoki bronzérmes a Hemofarm Stada csapatával
- 2010/2011 Magyar bajnok és kupagyőztes a Szolnoki Olaj KK csapatával
- 2011/2012 Magyar bajnok és kupagyőztes a Szolnoki Olaj KK csapatával
- 2011/2012 EuroChallenge 4. helyezett a Szolnoki Olaj KK csapatával
- 2012/2013 Magyar bajnoki ezüstérmes a Szolnoki Olaj KK csapatával
- 2013/2014 Magyar bajnok és kupagyőztes a Szolnoki Olaj KK csapatával
- 2013/2014 EuroChallenge 4. helyezett a Szolnoki Olaj KK csapatával
- 2014/2015 Magyar bajnok és kupagyőztes a Szolnoki Olaj KK csapatával
- 98-szoros magyar válogatott

## Klubjai
- 1998–2000  Budapest Honvéd
- 2000–2002  Albacomp-UPC
- 2002–2004  Krka Novo Mesto
- 2004–2005  Cibona Zagreb
- 2005–2006  Manresa CB
- 2006–2007  Cibona Zagreb
- 2007–2008  Panellinios Athens
- 2007–2008  BK Prostejov
- 2008–2009  Khmik OPZ Yuzny
- 2008–2009  KK Hemofarm
- 2010–2015  Szolnoki Olaj KK